# CJ Group
CJ Group (hangul: 씨제이㈜) är ett sydkoreansk konglomerat som grundades 1953. Det har sitt huvudkontor i Seoul.